# Давидівська сільська рада (Пирятинський район)
Давидівська сільська рада — адміністративно-територіальна одиниця у Пирятинському районі Полтавської області з центром у c. Давидівка.
Населення — 2450 осіб.

## Населені пункти
Сільраді були підпорядковані населені пункти:
- c. Давидівка
- с. Гурбинці
- с. Кроти
- с. Нові Мартиновичі

## Географія
Територією сільради протіка річки Удай та Руда.

## Населення
Згідно з переписом УРСР 1989 року чисельність наявного населення сільської ради становила 1825 осіб, з яких 836 чоловіків та 989 жінок.
За переписом населення України 2001 року в сільській раді мешкали 2432 особи.

### Мова
Розподіл населення за рідною мовою за даними перепису 2001 року:
| Мова       | Відсоток |
| ---------- | -------- |
| українська | 97,55 %  |
| російська  | 2,29 %   |
| білоруська | 0,08 %   |
| молдовська | 0,08 %   |